# La formula della morte
La formula della morte è un film statunitense del 2005 diretto da Gavin Wilding.

## Trama
A tre anni dalla morte del suo informatore, l'agente dell'FBI Kate Parker viene incaricata di riportare negli Stati Uniti la giovane Claire Scott, che aveva lasciato il paese dopo aver assistito ad un omicidio.

## Produzione
Il film è stato girato in Canada, nel Saskatchewan, a Saskatoon nel settembre del 2004 e durò per tre settimane.